# Rueil – Suresnes Mont-Valérien (métro de Paris)
Ne doit pas être confondu avec Gare de Suresnes-Mont-Valérien.
Rueil – Suresnes Mont-Valérien est le nom provisoire d'une future station du métro de Paris qui sera située le long de la ligne 15 à Rueil-Malmaison, dans les Hauts-de-Seine. Destinée à être ouverte à l'horizon 2031, elle devrait voir passer 70 000 voyageurs par jour.

## Histoire
La station est initialement dénommée par son nom de projet Rueil – Suresnes Mont-Valérien. Le nom officiel de la station sera défini à travers une consultation publique qui a lieu du 28 novembre au 12 décembre 2022  parmi deux propositions : Rueil - Suresnes, Arsenal.

## Projets
En 2024, le projet de prolonger la ligne 2 jusqu'à la station figure à l'avant projet du SDRIF-E.
Une telle extension nécessiterait un croisement de la ligne C (également souterraine), une traversée de la Seine et du bois de Boulogne qui ne constitue pas un obstacle technique mais socio-économique, traverser un bois pouvant se révéler dissuasif par rapport au coût du kilomètre d'une ligne de métro.

## À proximité
La gare se situe à proximité de la mairie de Suresnes et du Mont Valérian.